# Synaphris calerensis
Synaphris calerensis is een spinnensoort uit de familie Synaphridae. De soort komt voor op de Canarische Eilanden.